# (7662) 1994 RM1
(7662) 1994 RM1 est un objet de la ceinture principale extérieure de 19,724 km de diamètre découvert en 1994.

## Description
(7662) 1994 RM1 a été découvert le 3 septembre 1994 à l'observatoire de Nachikatsuura au Japon par Yoshisada Shimizu et Takeshi Urata.

### Caractéristiques orbitales
L'orbite de cet astéroïde est caractérisée par un demi-grand axe de 3,24 UA, un périhélie de 2,92 UA, une excentricité de 0,010 et une inclinaison de 16,73° par rapport à l'écliptique. Du fait de ces caractéristiques, à savoir un demi-grand axe entre 3,2 et 4,6 UA, il est classé, selon la JPL Small-Body Database, comme objet de la ceinture principale extérieure.

### Caractéristiques physiques
(7662) 1994 RM1 a une magnitude absolue (H) de 12,3 et un albédo estimé à 0,048, ce qui permet de calculer un diamètre de 19,724 km. Ces résultats ont été obtenus grâce aux observations du Wide-Field Infrared Survey Explorer (WISE), un télescope spatial américain mis en orbite en 2009 et observant l'ensemble du ciel dans l'infrarouge, et publiés en 2011 dans un article présentant les premiers résultats concernant les astéroïdes de la ceinture principale.